# Kira Miró
Kira García-Beltrán Miró, más conocida como Kira Miró (Santa Brígida, Gran Canaria, 13 de marzo de 1980), es una actriz y presentadora de televisión española.

## Biografía
Kira nació el 13 de marzo de 1980 en Santa Brígida, Gran Canaria. Ingresa en la escuela de Cristina Rota, en la cual se encontraba su hermano, cuando encontró su verdadera vocación: la interpretación. Allí permaneció tres años y estuvo en varios cursos, tanto de interpretación como de voz.
Su primera oportunidad en la pequeña pantalla vino de la mano de Desesperado Club Social, donde daba vida a Sofía y presentaba este magazín juvenil que, durante más de sus 300 programas emitidos y casi 4 años en antena, en 2001 obtuvo un Premio Ondas al «Programa más innovador». Entre los años 2005 y 2010 presentadora del programa de televisión Cuatrosfera que se emitía en la cadena de televisión española Cuatro.
En el cine, Kira se estrenó en 1999 con la película Menos es más, del director Pascal Jongen. Fue también en este año donde la actriz pisó las tablas, interpretando en el teatro: La gata sobre el tejado de zinc, para la escuela de Cine TAI y La Katarsis del tomatazo, en la Sala Mirador. En 2004 obtuvo el papel de Roxanne, una dependienta en la comedia negra de Álex de la Iglesia Crimen ferpecto. En 2006 se estrena la película Desde que amanece apetece; bajo la dirección del director de cine Antonio del Real, en la que Miró interpreta el papel de Claudia. En el mismo año, colabora también en la película Isi Disi junto a Florentino Fernández y Santiago Segura.
En televisión ha participado en numerosas series, siendo la primera de ellas La vida de Rita, en 2003. En 2008 participó en la serie de televisión LEX, con el papel de Gema, la detective del bufete encargada de recoger las pruebas necesarias para que los letrados lleven a buen puerto los juicios.
En 2009 vuelve a la gran pantalla con Los abrazos rotos de Pedro Almodóvar y con Que se mueran los feos de Nacho G. Velilla. Desde 2008 hasta 2010 también participa en la serie de televisión La tira, emitida por La Sexta. En 2011 se sube a un escenario para representar FUGA y estrenar la serie de televisión, Punta Escarlata, una producción de Globomedia para la cadena de televisión Cuatro y la película No lo llames amor... llámalo X, protagonizada junto a Paco León.
Entre 2019 y 2020 interpretó a Rosanna en la serie La que se avecina durante su undécima y duodécima temporadas. Además, en 2022 protagonizó la serie de los mismos creadores: Machos alfa, original de Netflix, interpretando uno de los personajes principales, Luz Ferreiro, a la que volvió a interpretar en su segunda temporada.
En 2021 ganó la primera edición del programa El desafío de Antena 3.
Desde 2022, Miró regresó al cine y participó en diversos largometrajes: la comedia criminal coral Todos lo hacen (2022), con un papel secundario en la cinta de acción De perdidos a Río (2023), en el filme romántico Cuánto me queda (2023), en el drama Érase una vez en Canarias (2023) o en la comedia romántica Vienes o voy, presentada en el Festival de cine de Málaga.
En 2023 estrenó en HBO Max la serie de Álex de la Iglesia Pollos sin cabeza, interpretando a Mariajo. Y un año más tarde, fue una de las protagonistas del spin-off de la serie Parot, titulada Perverso.

## Vida privada
Entre 2007 y 2016 fue pareja del cantante barcelonés Daniel Carbonell (más conocido como Macaco).
Desde el 2022 está en una relación sentimental con el actor y ganador del Goya, Salva Reina.

## Trayectoria

### Cine
| Año  | Título                                                 | Personaje        | Notas        |
| ---- | ------------------------------------------------------ | ---------------- | ------------ |
| 2000 | Menos es más                                           | María            |              |
| 2002 | La soledad era esto                                    | Bárbara          |              |
| 2003 | Slam                                                   | Lorena           |              |
| 2004 | Crimen ferpecto                                        | Roxanne          |              |
| 2005 | Cuba libre                                             | Mar Paz          |              |
| 2005 | Desde que amanece apetece                              | Claudia          |              |
| 2006 | El próximo Oriente                                     | Pino             |              |
| 2006 | Isi & Disi, alto voltaje                               | Angie            |              |
| 2006 | Manhattan Pictures                                     | Andrea           | Cortometraje |
| 2007 | Quiéreme                                               | Lucía            |              |
| 2008 | Óscar. Una pasión surrealista                          | Mylene           |              |
| 2008 | Rivales                                                | Sara             |              |
| 2009 | Los abrazos rotos                                      | Modelo           |              |
| 2009 | La presentadora                                        | Kira             | Cortometraje |
| 2010 | Que se mueran los feos                                 | Paloma           |              |
| 2010 | La Importancia de Ser Ornesto                          | Mujer            | Cortometraje |
| 2011 | No lo llames amor... llámalo X                         | Saray de la Isla |              |
| 2015 | Truman                                                 | Actriz montaje   |              |
| 2016 | Un corazón roto no es como un jarrón roto o un florero | Doctora          | Cortometraje |
| 2017 | Lágrimas secas                                         | Julia            | Cortometraje |
| 2018 | Mañana y siempre                                       | Maestra          | Cortometraje |
| 2018 | Para                                                   | Sonia            | Cortometraje |
| 2019 | La estrategia del pequinés                             | Cora             |              |
| 2021 | De menos                                               | Marta            | Cortometraje |
| 2022 | Todos lo hacen                                         | Laura            |              |
| 2022 | Para entrar a vivir                                    | Beti             |              |
| 2023 | De perdidos a Río                                      | Eva              |              |
| 2023 | Cuánto me queda                                        | Ángeles          |              |
| 2023 | Érase una vez en Canarias                              | Carla            |              |
| 2024 | Vienes o voy                                           | María            |              |
| 2024 | Odio el verano                                         | Vicky            |              |
| 2024 | ¿Quién es quién?                                       | Ana Fuentes      |              |

### Series de televisión
| Año           | Título                 | Personaje            | Notas                                             |
| ------------- | ---------------------- | -------------------- | ------------------------------------------------- |
| 2003          | La vida de Rita        | Extra                | 1 episodio                                        |
| 2003          | Hospital Central       | Estela               | 1 episodio                                        |
| 2004          | Paco y Veva            | Estrella             | Recurrente; 9 episodios                           |
| 2004; 2006    | Los Serrano            | Presentadora / Lola  | 3 episodios                                       |
| 2005          | El precio de una miss  | Amanda               | Telefilme                                         |
| 2006          | Fuera de control       | Sabrina              | 1 episodio                                        |
| 2007          | Gominolas              | Susana               | Elenco principal; 7 episodios                     |
| 2008          | La tira                | Irene Vaquero        | Elenco principal; 12 episodios                    |
| 2008          | LEX                    | Gema Bini            | Elenco principal; 16 episodios                    |
| 2010          | Museo Coconut          | Erica Portocalos     | Invitada; 1 episodio                              |
| 2011          | Punta Escarlata        | Carla                | Elenco principal; 9 episodios                     |
| 2012–2013     | Fenómenos              | Victoria Reyes       | Protagonista; 9 episodios                         |
| 2016          | El hombre de tu vida   | Susana               | Invitada; 1 episodio                              |
| 2016          | Web Therapy            | Sor Julieta          | Elenco recurrente; 3 episodios                    |
| 2018          | Paquita Salas          | Ella misma           | Invitada; 1 episodio                              |
| 2018          | Pequeñas coincidencias | Dependienta joyería  | Invitada especial; 1 episodio                     |
| 2018–2019     | Servir y proteger      | Maica Vallejo        | Elenco recurrente (temporadas 2-3); 32 episodios  |
| 2019–2020     | La que se avecina      | Rosanna              | Elenco recurrente (temporadas 11-12); 7 episodios |
| 2022–presente | Machos alfa            | Luz Ferreiro         | Elenco principal; 30 episodios                    |
| 2023          | Pollos sin cabeza      | María José «Mariajo» | Elenco principal; 5 episodios                     |
| 2024          | Perverso               | Lucía Vergara        | Elenco principal; 8 episodios                     |

### Programas de televisión
| Año       | Título                      | Notas                      |
| --------- | --------------------------- | -------------------------- |
| 1999–2002 | Desesperado Club Social     | Presentadora               |
| 2002–2005 | 40 TV                       | Presentadora y locutora    |
| 2003–2005 | Agenda Heineken             | Presentadora               |
| 2005–2007 | Cuatrosfera                 | Presentadora               |
| 2008–2022 | El hormiguero               | Invitada                   |
| 2018      | Desafía tu mente            | Invitada                   |
| 2018      | Tu cara me suena            | Invitada como Gloria Trevi |
| 2020      | Adivina qué hago esta noche | Participante               |
| 2021      | El juego de los anillos     | Participante               |
| 2021      | El desafío                  | Concursante (ganadora)     |
| 2021      | El hormiguero               | Colaboradora               |

### Teatro
- La katarsis del tomatazo (1999) - Sala Mirador.
- La gata sobre el tejado de zinc (1999).
- Fuga (2010-2012) - Teatro Alcázar, con Amparo Larrañaga y José Luis Gil.
- El nombre (2014), dirigido por Gabriel Olivares.
- Escape Room (2020), dirigido por Joel Joan y Héctor Claramunt.

## Premios
- 2006. Homenaje al nuevo talento de comedia otorgado en el Festival de Cine de Tarazona.[18]
- 2006. Mejor actriz por la película Cuba Libre recibido durante el Orlando Hispanic Film Festival.[19]